# Pidvîsoke, Novoarhanhelsk
Pidvîsoke (în ucraineană Підвисоке) este localitatea de reședință a comunei Pidvîsoke din raionul Novoarhanhelsk, regiunea Kirovohrad, Ucraina.

## Demografie
Componența lingvistică a localității Pidvîsoke
     Ucraineană (98,14%)
     Rusă (1,4%)
     Alte limbi (0,33%)
Conform recensământului din 2001, majoritatea populației localității Pidvîsoke era vorbitoare de ucraineană (98,14%), existând în minoritate și vorbitori de rusă (1,4%).